# Mosquée Omar Ibn Al-Jattab
La mosquée Omar Ibn Al-khattaab est une mosquée située à Maicao, département de La Guajira, en Colombie.

## Histoire
La mosquée est l’œuvre de l'architecte iranien Ali Namazi. Elle est inaugurée le 17 septembre 1997[citation nécessaire]. Elle porte le nom d'Omar ibn al-Khattâb, qui fut le second calife de l'Islam. Elle est plus simplement connue comme “La Mosquée” (“La Mezquita”), car elle est la seule dans la région, et est avec le collège Dar el Arkam l'un des principaux centres culturels de la communauté musulmane de Colombie.

## Description
C'est une des mosquées les plus grandes d'Amérique latine, avec un minaret de 31 mètres de haut. Sa construction a nécessité du marbre italien.